# C-420

La  C-420  era una carretera comarcal que comunicaba Villanueva de la Serena con Cardeña, pasando por Cabeza del Buey.